# Ici sur la Terre
Pour plus de détails, voir Fiche technique et Distribution.
Ici sur la Terre (Aqui na Terra) est un film portugais, réalisé par João Botelho, sorti en 1993.

## Synopsis
Miguel est un économiste plein de succès quand la mort de son père vient le plonger dans un monde aussi étrange qu’obscur, fait de peurs, de sons inquiétants et d’isolement psychologique.  Il quitte son emploi, s’éloigne de sa femme et se met à dégénérer physiquement.  Il touchera le fond avant de voir à nouveau poindre la lumière.  Et, en écho à sa dérive, nous suivons, dans les profondeurs de la nature, l’histoire d’un crime et de sa rédemption, l’histoire d’António et de Cecília. De la mort jusqu’au miracle de la vie, ici-bas, dans le monde des hommes.

## Fiche technique
- Titre original : Aqui na Terra
- Réalisation et scénario : João Botelho
- Production : Jara Benevicova
- Musique originale : António Pinho Vargas
- Photographie : Elso Roque
- Décors : Ana Vaz da Silva
- Costumes : Manuela Aires et Rita Lopes Alves
- Distribution : Luís Miguel Cintra, Jessica Weiss, Pedro Hestnes Ferreira, Rita Dias
- Format : 35 mm disponible en Betacam
- Langue : Portugais
- Récompense : Sélection officielle de la Mostra de Venise 1993

## Distribution
- Luís Miguel Cintra : Miguel
- Jessica Weiss : Isabel
- Pedro Hestnes : António
- Rita Dias : Cecilia
- Isabel de Castro : Miguel's Mother
- Laura Soveral : Housekeeper
- Inês de Medeiros : prostituée
- Henrique Viana : Inspector
- Cremilda Gil : Widow
- Canto e Castro : Business Man
- Rui Morrison : prêtre